# Camphorosma
- Commons
- Wikispecies

Camphorosma L. é um género botânico pertencente à família Amaranthaceae.

## Espécies
- Camphorosma glabra
- Camphorosma hirsuta
- Camphorosma lessingii
- Camphorosma lessingii var. pulviniformis
- Camphorosma monandra
- Camphorosma monspeliaca
- Camphorosma monspeliaca subsp. lessingii
- Camphorosma monspeliaca subsp. monspeliaca
- Camphorosma monspeliaca var. pulviniformis
- Camphorosma monspeliense
- Camphorosma nestensis
- Camphorosma ovata
- Camphorosma ovata
- Camphorosma perennis
- Camphorosma persepolitana
- Camphorosma polygama
- Camphorosma ruthenica
- Camphorosma sabulosa
- Camphorosma songorica
- Camphorosma vigintimilleis

## Classificação do gênero
| Sistema | Classificação                      | Referência               |
| ------- | ---------------------------------- | ------------------------ |
| Linné   | Classe Tetrandria, ordem Monogynia | Species plantarum (1753) |